# Federico Chaves
Federico Chaves Careaga (Paraguarí,15 de fevereiro de 1882 — Assunção, 24 de abril de 1978) foi um político, militar advogado paraguaio, sendo o 46° Presidente do Paraguai de 11 de setembro de 1949 a 4 de maio de 1954.

## Biografia
Federico Chaves Careaga nasceu em 15 de fevereiro de 1882, em Paraguarí, no departamento homônimo. Seus pais eram Federico Chaves, de descendência portuguesa, e Felicia Careaga, paraguaia.
Ele recebeu um doutorado em Direito em 1905, era líder do partido de centro-direita, o Partido Colorado (ANR), quando seu partido serviu em um governo de coalizão.
Foi embaixador e ministro das Relações Exteriores. Em 11 de setembro de 1949, com a saída de Felipe Molas López, assumiu a presidência da República provisoriamente. Eleito constitucionalmente em 15 de agosto de 1953, ele adotou uma política nacionalista e reformas sociais e econômicas contra a opinião do Fundo Monetário Internacional. Finalmente em 4 de maio de 1954, foi derrubado em um golpe de Estado, sendo sucedido por Tomás Romero Pereira. Este entregou o poder ao general Alfredo Stroessner, que então instauraria uma ditadura que durou até 1989, quando ele mesmo também foi derrubado por outro golpe de Estado.
Federico Chaves Careaga faleceu em Assunção, em 24 de abril de 1978, aos 96 anos. Seu funeral e enterro foram com honras militares de estado, com a presença de Stroessner.